# Церковь Петра и Павла (Усть-Салда)
Церковь Петра и Павла — храм Серовской епархии Русской православной церкви, расположенный в селе Усть-Салда Верхотурского городского округа Свердловской области.
Постановлением Правительства Свердловской области № 207-ПП от 10 марта 2011 года присвоен статус памятника архитектуры регионального значения.

## История
Строительство начато 25 мая 1889 года на правом берегу реки Салда в центральной части села. 29 декабря 1893 года храм освящён. В 1932 году здание закрыто для богослужений, позднее использовалось как склад и клуб. 30 декабря 2005 года здание возвращёно РПЦ. Ведутся восстановительные работы.

## Архитектура
Здание каменное, центральный объём с пятигранной апсидой и двумя боковыми выступами-притворами. В западной части примыкают трапезная и колокольня, в основании которой две пристройки.
Над притворами расположены треугольные щипцы. Храмовое завершение утрачено. Углы объёмов обработаны филенчатыми пилястрами. Под карнизом выведен пояс горизонтальных углублений и мелкие арочки. Окна высокие арочные, с плоским обрамлением по контуру проёма. Колокольня трехъярусная. Нижний ярус решён в виде четырёхгранного постамента, верхние — со срезанными углами. Увенчана вытянутым куполом с главкой. При храме работала купель, сейчас утрачена.
Архитектура церкви представляет собой эклектическое сочетание романских мотивов (в части храма) с элементами барокко (колокольня).